# Komisariat Straży Granicznej „Wysoka”
Komisariat Straży Granicznej „Wysoka” – jednostka organizacyjna Straży Granicznej pełniąca służbę ochronną na granicy polsko-niemieckiej w latach 1928–1939.

## Formowanie i zmiany organizacyjne
W drugiej połowie 1927 roku przystąpiono do gruntownej reorganizacji Straży Celnej. W praktyce skutkowało to rozwiązaniem tej formacji granicznej.
Rozporządzeniem Prezydenta Rzeczypospolitej Polskiej Ignacego Mościckiego z 22 marca 1928, do ochrony północnej, zachodniej i południowej granicy państwa, a w szczególności do ich ochrony celnej, powoływano z dniem 2 kwietnia 1928 Straż Graniczną.
Rozkazem nr 2 z 19 kwietnia 1928 w sprawie organizacji Pomorskiego Inspektoratu Okręgowego dowódca Straży Granicznej gen. bryg. Stefan Pasławski przydzielił komisariat „Rudna” do Inspektoratu Granicznego nr 8 „Nakło” i określił jego strukturę organizacyjną.  
Rozkazem nr 12 z 10 stycznia 1930 w sprawie reorganizacji Pomorskiego Inspektoratu Okręgowego komendant Straży Granicznej płk Jan Jur-Gorzechowski ustalił nową nazwę i organizację komisariatu („Wysoka”). 
Rozkazem nr 2 z 4 czerwca 1932 w sprawach organizacyjnych komendant Straży Granicznej płk Jan Jur-Gorzechowski zniósł placówkę II linii „Rudna”. Tym samym rozkazem przemianował placówkę II linii Brodna na placówkę I linii.
Rozkazem nr 3 z 27 lipca 1936 w sprawach reorganizacji placówek i zmian przydziałów, komendant Straży Granicznej płk Jan Gorzechowski zmienił nazwę placówki I linii „Maryniec” na „Stare”.
Rozkazem nr 4 z 26 września 1936 w sprawach przeniesienia siedzib i likwidacji posterunków zlikwidowano placówkę I linii „Brodna”. Obsadę placówki przydzielono do placówki „Zelgniewo”.

## Służba graniczna
Kierownik Pomorskiego Inspektoratu Okręgowego Straży Granicznej mjr Józef Zończyk w rozkazie organizacyjnym nr 2 z 8 czerwca 1928 udokładnił linie rozgraniczenia komisariatu. Granica północna: kamień graniczny nr E 064; granica południowa: kamień graniczny nr E 255.
Sąsiednie komisariaty
- komisariat Straży Granicznej „Łobżenica” ⇔ komisariat Straży Granicznej „Kaczory” − 1928

## Funkcjonariusze komisariatu
| Kierownicy/komendanci komisariatu | Kierownicy/komendanci komisariatu | Kierownicy/komendanci komisariatu |
| stopień                           | imię i nazwisko                   | okres pełnienia służby            |
| --------------------------------- | --------------------------------- | --------------------------------- |
| komisarz SC                       | Wieczorkiewicz                    | – 4 V 1928                        |
| podkomisarz                       | Jan Sierosławski                  | był w 1935 –                      |
| aspirant                          | Henryk Michalski                  | 10 VI 1939 -                      |
| Zastępcy komendanta komisariatu   |                                   |                                   |
| starszy strażnik                  | Jan Pększyc                       | 23 IV 1939 –                      |

## Struktura organizacyjna
Organizacja komisariatu w kwietniu 1928:
- komenda − Rudna
- placówka Straży Granicznej I linii „Bądecz”
- placówka Straży Granicznej I linii „Maryniec”
- placówka Straży Granicznej I linii „Zelgniewo”
- placówka Straży Granicznej II linii „Rudna”
- placówka Straży Granicznej II linii „Wysoka”
- placówka Straży Granicznej II linii „Wyrzysk”

Organizacja komisariatu w styczniu 1930:
- komenda − Wysoka
- placówka Straży Granicznej I linii „Bądecz”
- placówka Straży Granicznej I linii „Maryniec” → w 1936 zmieniona na „Stare”
- placówka Straży Granicznej I linii „Zelgniewo”
- placówka Straży Granicznej II linii „Rudna” → zniesiona w 1932
- placówka Straży Granicznej II linii „Wysoka”
- placówka Straży Granicznej II linii „Brodna” → w 1932 przemianowana na placówkę I linii → w 1936 zniesiona

Organizacja komisariatu
- komenda − Wysoka
- placówka Straży Granicznej II linii Wysoka
- placówka Straży Granicznej I linii Bądecz
- placówka Straży Granicznej I linii Stare
- placówka Straży Granicznej I linii Zelgniewo